# إصلاح الصمام الأبهري

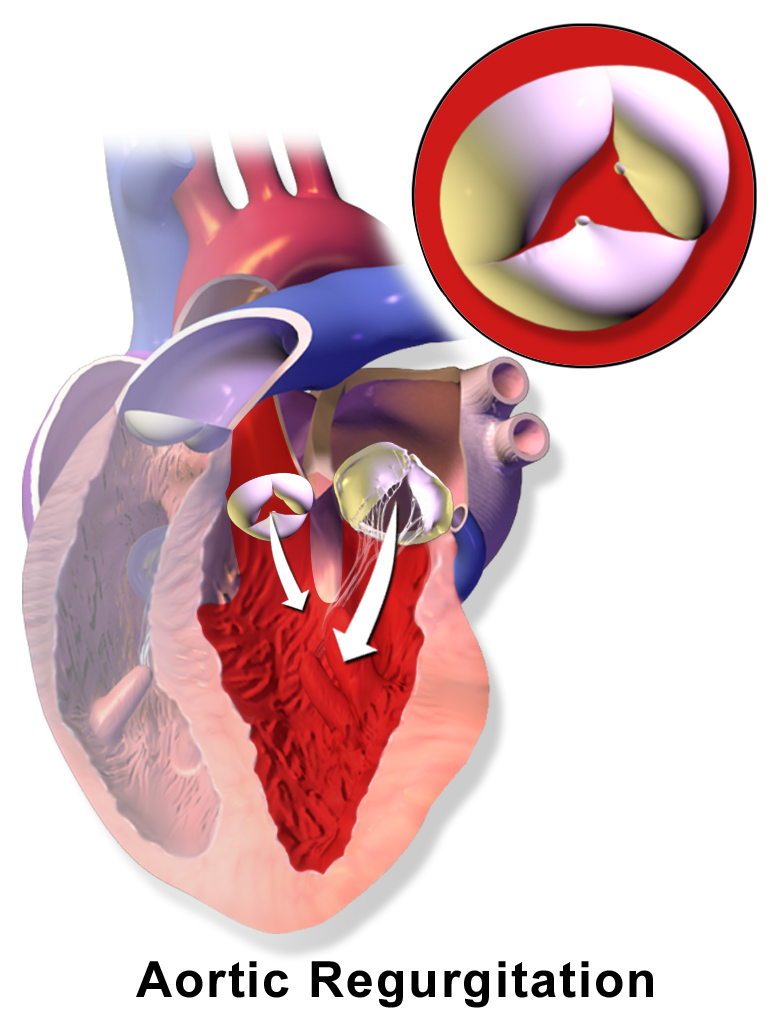

إصلاح الصمام الأبهري(بالإنجليزية: Aortic valve repair) ويطلق عليه إعادة بناء الصمام الأبهري هو إعادة بناء كل من شكل ووظيفة الصمام الأبهري الأصلي في مكان العيب، في كثير من الأحيان يتم عمل هذا الإجراء لعلاج قصور الصمام الأبهري، يمكن أن يصبح ضروريًا أيضًا لعلاج تمدد الأوعية الدموية الأبهري (أم الدم الأبهرية)، وهو أقل نسبة من تضيق الصمام الأبهري الخلقي.

## الاستخدامات الطبية

### الأمراض
سيكون إصلاح الصمام الأبهري ممكنًا في الواقع في غياب التكلس أو الانكماش (تراجع في الصمام) الصمام الأبهري ذي الصلة، وبالتالي، يمكن علاج تضيق الأبهر الخلقي عن طريق إصلاح الصمام الأبهري، في تضيق الصمام الأبهري المكتسب خلال الحياة وليس الخلقي سيكون الخيار الواقعي الوحيد هو استبدال الصمام، في معظم الحالات، سيتم إجراء إصلاح الصمام الأبهري من أجل قلس الأبهر (القصور) (أم الدم الأبهرية). يمكن أيضًا إجراء إصلاح الصمام الأبهري في علاج تمدد الأوعية الدموية الأبهري أو اقترب من الصمام الأبهر نفسة إذا كان تمدد الأوعية الدموية يتضمن الشريان الأورطي بالقرب من الصمام. يشار إلى الحاجة لإجراء عملية جراحية على الصمام الأبهري (بما في ذلك إجراءات الإصلاح) من خلال معايير موضوعية ووجود الأعراض.
الأمراض التي تتطلب إصلاح الصمام الأبهري:
1. وجود تكلس
2. تضيق الأبهر الحاد والشديد مع أعراض أو انخفاض وظيفة البطين الأيسر
3. قلس (أم الدم الأبهرية) بشكل حاد، أو تضخم البطين الأيسر (> 65 إلى 70 مم)، أو انخفاض وظيفة البطين الأيسر (الجزء المقذوف من القلب يساوي اقل من 50%)
4. تمدد الأوعية الدموية الأبهري الصاعد> 55 ملم
5. تمدد الأوعية الدموية الأبهري الصاعد> 50 مم وعوامل الخطر (مثل ارتفاع ضغط الدم)
6. تمدد تمدد الأوعية الدموية الأبهري> 50 ملم وأمراض النسيج الضام
7. تمدد تمدد الأوعية الدموية الأبهري> 50 ملم وعوامل الخطر وأمراض النسيج الضام

### إصلاح مقابل استبدال
الهدف من العملية هو تحسين متوسط العمر المتوقع وعلاج قصور القلب كنتيجة لخلل الصمام الأبهري. قد يكون الهدف أيضًا هو تجنب مضاعفات الشريان الأورطي (تمزق الشريان) في علاج تمدد الأوعية الدموية. في العادة خيار الإصلاح يتبع ويعتبر أكثر فعالية من خيار استبدال الشريان أو الصمام؛ في العديد من الحالات، يكون الاستبدال هو الخيار الواقعي الوحيد بسبب التدمير الشديد للصمام.
في حين أن استبدال الصمام الأبهري هو إجراء آمن وقابل للتكرار، فقد يظل مرتبطًا بحدوث المضاعفات المرتبطة بالصمام على المدى الطويل. يعتمد احتمال هذه المضاعفات على عمر المريض ونوع العملية، ولكن يمكن توقعها. المضاعفات النموذجية هي تكوين تجلط الدم (الخثرة) على الصمام أو خلع الخثرة (الانسداد)؛ تعد مضاعفات النزيف عادة نتيجة لدواء «مضاد تخثر». تميل جميع أجهزة الاستعاضة البيولوجية «القصد بها الأجهزة الصناعية التي تستخدم بدل اجزاء أصلية من القلب أو الجسم» إلى الخراب والهلاك بعد فترة زمنية محددة، وهناك أيضًا خطر متزايد للإصابة بعدوى الصمام الاصطناعي (التهاب الشغاف بصمام القلب الاصطناعي). مقارنة بنتيجة استبدال الصمام، سيكون هناك ميل ضئيل نحو تكوين الجلطة بعد إصلاح الصمام الأبهري، ويكون منع تخثر الدم أمرًا ضروريًا، مما يقلل من احتمال حدوث مضاعفات النزيف. يكون احتمال إصابة الصمام الأبهري الذي تم إصلاحه أقل بكثير مقارنة بما هو ملاحظ بعد استبدال الصمام الأبهري. قد لا تدوم عملية الإصلاح إلى الأبد، ولكن في كثير من الحالات تتجاوز متانة إصلاح الصمام الأبهري بشكل ملحوظ تلك الخاصة بالأطراف الاصطناعية.

## الإجرائات الجراحية

### اعتبارات عامة في الجراحة
تعتمد تفاصيل إجراء إصلاح الصمام الأبهري على إمكانية حدوث تشوه خلقي في الصمام ونوع ودرجة التشوه الثانوي ووجود تمدد الأوعية الدموية الأبهري ومداها. الهدف النهائي من الإجراء هو استعادة الشكل العادي للصمام الأبهري، مما يؤدي إلى وظيفة شبه طبيعية ومتانة جيدة للإصلاح. سيكون تخطيط صدى القلب عبر المريء الذي تم إجراؤه بعناية أثناء العملية وقبل عملية الإصلاح أمرًا مهمًا لتحديد التشوه الدقيق للصمام الأبهري وبالتالي آلية الارتداد.
من أجل استيعاب الهندسة المعقدة للصمام الأبهري بشكل أفضل، يتم تنفيذ هذه الإجراءات بشكل عام من خلال القص المفتوح (عملية قلب مفتوح). تحد الإجراءات الجراحية الصغيرة إلى الحد الأدنى من إمكانية التحكم بدقة على شكل الصمام الأبهري، وبالتالي ستؤدي إلى زيادة عدم اليقين فيما يتعلق بوظيفة ومتانة إصلاح الصمام الأبهري. أما بالنسبة لاستبدال الصمام الأبهري، فعادة ما يتم توصيل الجهاز الرئوي للقلب بالمريض عن طريق الشريان الأورطي والأذين الأيمن. يتم القبض على القلب من خلال شلل القلب، ويتم تحليل شكل الصمام الأبهري بعناية موثقة من خلال تخطيط صدى القلب والقيم المتوقعة لجوانب معينة من شكل الصمام الأبهري. باستخدام هذه المعلمات وجهاز تخطيط صدى القلب عبر المريء، يمكن تحديد الآلية الدقيقة للإصلاح في معظم الحالات. نتائج هذا التحليل بما في ذلك احتمال وجود تمدد الأوعية الدموية الأبهري، يتم تحديد خطة لعملية الإصلاح التي يجب أن تكون فردية لكل مريض حسب حالته.

#### تضيق الصمام الأبهري
مفتاح المشكلة والحل
يمكن علاج تضيق الصمام الأبهري الخلقي عن طريق إصلاح الصمام الأبهري إذا لم يكن هناك تكلس ذو صلة. في هذا السيناريو، يكون الصمام الأبهري دائمًا أحادي الشرفات؛ يجب تغيير تكوين الصمام كجزء من الإجراء من أجل تحسين فتح الصمام. بسبب الشكل الأحادي الصمام للصمام، سيكون مفهوم الإصلاح مشابهاً للصمام أحادي الصدم المتعاكس.
مفهوم الإصلاح
العلاج التقليدي للتضيق الأبهري الخلقي هو تنفيس البالون أو الفصل الجراحي. لن يقضي كلا النهجين في كثير من الأحيان على تضييق الصمام؛ بالإضافة إلى ذلك، سوف تؤدي إلى درجة متفاوتة من قلس الصمام الأبهري (أم الدم الأبهرية) الذي يضع عبئا إضافيا على القلب. في كلا التدخلات يتم فتح بعض أنسجة الصمام؛ لا تؤخذ الجوانب الشكل لصمامات الأبهر الأحادية في الاعتبار. تختلف طريقة الإصلاح عن بضع طرق الفصل بشكل رئيسي حيث لا يتم تقسيم أنسجة الصمام فقط لتحسين الفتحة، وبالتالي، يتم إنشاء صمام ثنائي الحافة ينتج عنه وظيفة شبه طبيعية لصمام الأبهر.
تفاصيل العملية الجراحية
بعد التحليل الدقيق للصمام، يتم تحديد خطة إصلاح. المفهوم الأكثر استنساخا هو إنشاء صمام الأبهري ذو الرأسين العادية واثنين من أعتاب «الشرفات». تتم إزالة نسيج الصمام الأبهري أو فصله عن الشريان الأورطي في الأماكن التي يكون فيها غير طبيعي بشكل واضح. باستخدام التصحيح أو النسيج العكسي الأصلي، يتم بعد ذلك خياطة الخيوط على جدار الشريان الأورطي من أجل إنشاء خصلات من النسيج الكافي وشكل مناسب يصل إلى المفصل الجديد.

##### الصمام الأبهري ثلاثي الشرفات
مفتاح المشكلة والحل
في الصمام الأبهري ثلاثي الشرفات، يكون التشريح طبيعيًا بشكل أساسي؛ إذا كان هناك تمدد الأوعية الدموية في الشريان الأورطي الصاعد، يجب تطبيق مبادئ تمدد الأوعية الدموية الأبهري. يكون سبب التقشر في كثير من الأحيان هو امتداد مكون واحد أو اثنين من مكونات الصمام (cusps). يمكن الجمع بين هذا التمدد مع وجود عيوب الأنسجة الخلقية، ما يسبب فتحة. بالإضافة إلى ذلك، يمكن أن يسهم توسيع حلقة الأبهر في خلل الصمام. تقلص الشرفات أقل انتشار في البلدان الصناعية؛ هذا هو حاليا غير قابل للعلاج بشكل جيد عن طريق الإصلاح.
مفهوم الإصلاح
يجب استبعاد انكماش جوانب الصمام «الشرفات». يتم تحديد مدى امتداد أعتاب بالضبط ومن ثم تصحيحها عن طريق الغرز. يتطلب توسيع حلقة الصمام تقليل حجمها واستقرارها عن طريق عملية إصلاح الصمام.
تفاصيل العملية الجراحية
يتم تحليل نتائج الإختبرات بعناية، وسوف تساعد القياسات المحددة لشرفات الصمام في استبعاد الانكماش. في حالة توسع الحلقة، يجب أن يتم حل الحلقة. يوجد حاليا أكبر تجربة مع خياطة قوية يتم وضعها حول الحلقة ويتم ربطها بالحجم المرغوب. يتم تصحيح التمدد عن طريق وضع الخيوط الجراحية لدرجة أن جميع شرفات الصمام لها تكوين طبيعي. في نهاية العملية، يجب أن تكون هوامش التداخل على ارتفاع مماثل.

##### الصمام الأبهري ذو الشرفتين
مفتاح المشكلة والحل

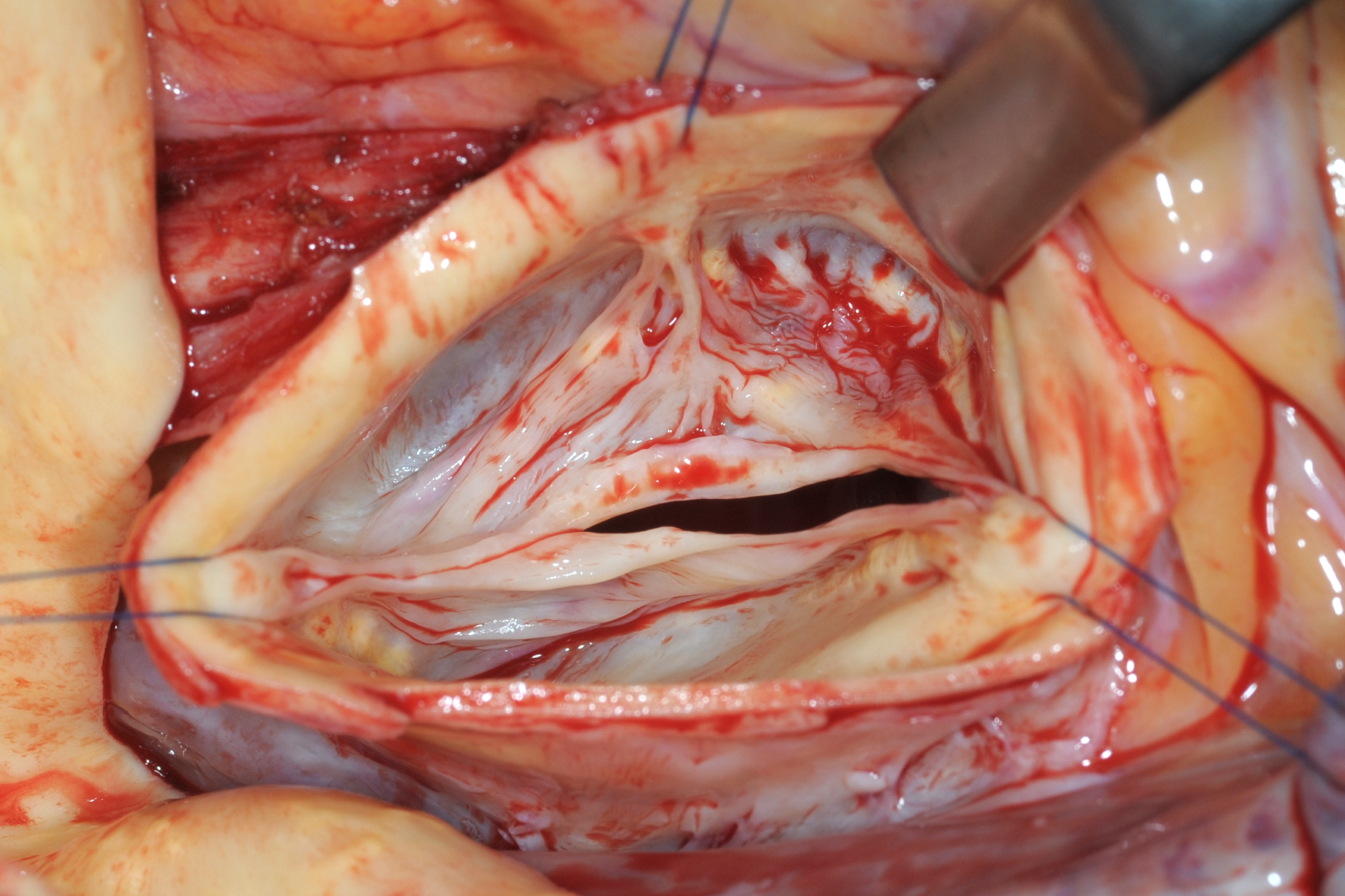

في تشريح الصمام الأبهري ذو الرأسين يوجد اندماج خلقي لاثنين من اصل الخلق. يتعرض هذا وبعد مدة من التعرض لضغط عمل عالي أعلى من المعتاد تنصهر وسوف تمتد مع مرور الوقت نتيجة لذلك. وهذا يؤدي إلى قلس الصمام الأبهري (أم الدم الأبهرية). التوسيع الحلقي شائع للغاية في هذا السياق، ويزيد من نسبة للتسرب. نتيجة لاختلال وظيفي طويل الأمد، قد يحدث أيضًا تشقق وتمدد. في نصف الأفراد المصابين يحدث معهم تمدد الأوعية الدموية للشريان الأورطي الصاعد الذي يجب معالجته بشكل جيد.
مفهوم الإصلاح
نظرًا لأن التشريح ذو الشرفتين الشائع له وظيفة صمام طبيعية تقريبًا (ما لم تكن مشوهة)، فإنه يتم تركه ذو حدين؛ الإجراء إصلاح ببساطة بتصحيح التشوهات الثانوية التي أدت وقد تؤدي إلى قلس (أم الدم الأبهرية).
تفاصيل العملية الجراحية
مثل الصمام الأبهري ثلاثي الشرفات يجب أن تقاس نقاط التداخل لاستبعاد الانكماش. يتم توسيع الحلقي بشكل شائع، ويجب تقليله واستقراره من خلال عملية التثبيت. يتم تصحيح التكرار الأنسجة من خلال تمتد عن طريق الغرز.

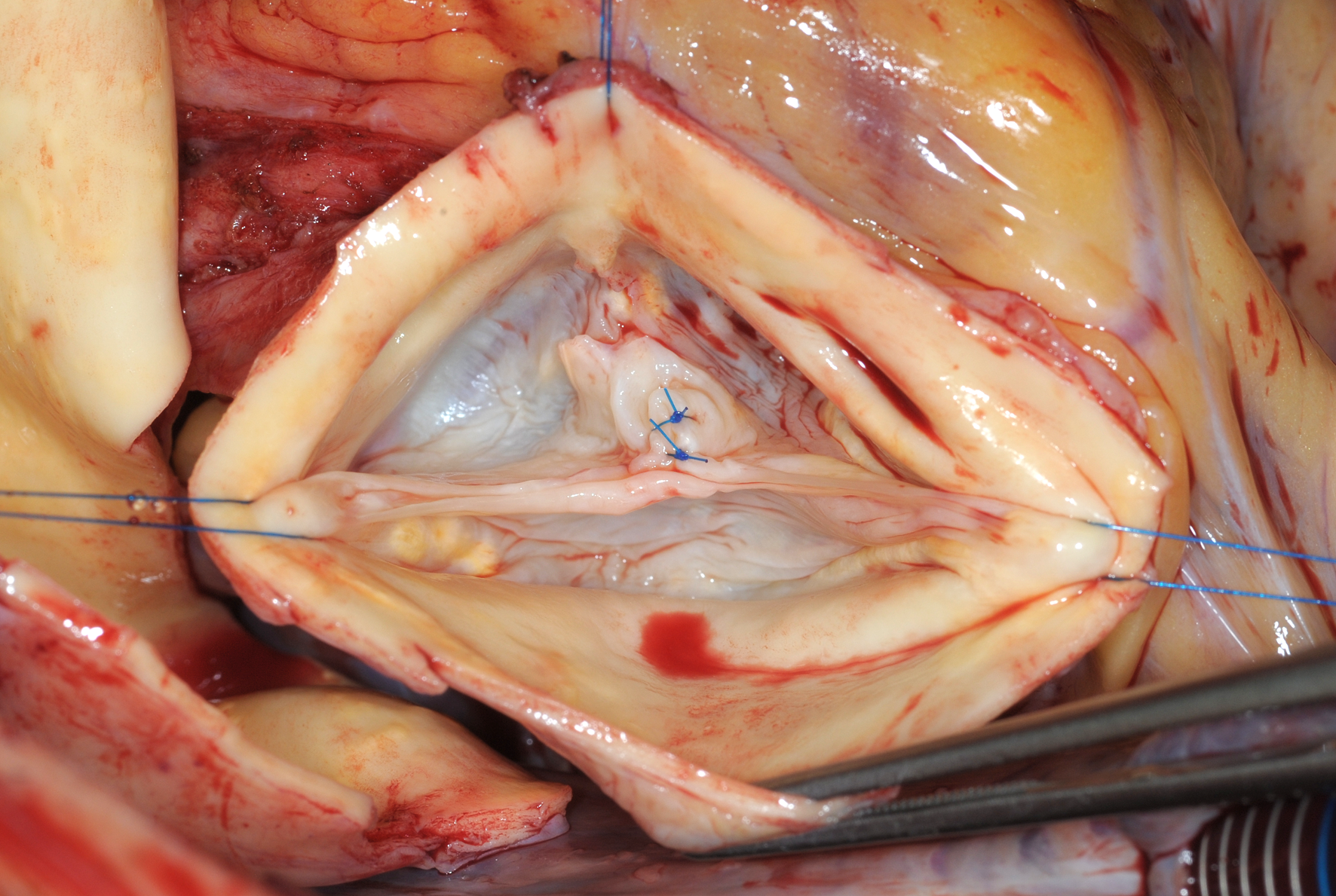

صمام أبهري أحادي الشرفات

##### صمام أبهري أحادي الشرفات
مفتاح المشكلة والحل
قد لا يؤدي الصمام الأبهري الأحادي إالى الشد إلى تضيق فحسب، بل قد يؤدي أيضًا إلى قلس (أم الدم الأبهرية). في نسبة من الأفراد المصابين قد يكون تمدد الأوعية الدموية في الشريان الأورطي الصاعد الذي قد يحتاج إلى علاج. بغض النظر عن السبب الرئيسي للـجراحة، فإن الهدف الرئيسي من العملية هو استعادة وظيفة الصمام الأبهري.
مفهوم الإصلاح
سيؤدي إجراء الإصلاح إلى تغيير تكوين الصمام عن طريق إنشاء شرفة واحدة على الأقل. عادة يتم تغيير الصمام أحادي الشرفات إلى تكوين ثنائي والشرفات والحواف؛ وظيفة الصمام الناتج ستكون قريبة من وضعها الطبيعي.

##### صمام أبهري رباعي الشرفات
مفتاح المشكلة والحل
يحدث القلس (أم الدم الأبهرية) الأبهري في الصمام الرباعي الشائع عادةً بسبب الشرفة الإضافية (الرابعة)، التي تحجب أنسجة التقليب ويمنعه من الإغلاق بشكل مناسب.
مفهوم الإصلاح
في الوقت الحالي، يبدو أن المفهوم الأكثر موثوقية لإصلاح صمام الرباعي الشرفات هو تحويله إلى صمام ثلاثي الشرفات. في بعض الحالات، قد يكون تكوين ثنائي الشرفات مناسبًا. من أجل تحقيق هذا الهدف النسيج يتم فصله من الشريان الأورطي ثم يتم إحضار الصمام في شكل مناسب.

###### تمدد الأوعية الدموية في الشريان الأورطي الصاعد
مفتاح المشكلة والحل
قد يؤدي تضخم الشريان الأورطي الصاعد إلى ارتداد في عمل الصمام الأبهري لأن التوتر الخارجي على الحواجز يمنع إغلاقها بشكل مناسب. قلس (أم الدم الأبهرية) قد يكون أيضا (جزئيا) بسبب التشوه الخلقي للصمام الأبهري أو ما يصاحب ذلك من امتداد الصمام الأبهري ثلاثي الشرفات. قد يكون العمر المتوقع محدودا بسبب قلس (أم الدم الأبهرية) الأبهر الحاد. تمدد الأوعية الدموية في الشريان الأورطي الصاعد قد يصبح أيضًا كبيرًا لدرجة أنه قد يصاب بتمزق وهذه المضاعفات التي تهدد الحياة. يجب أن تتناول العملية تمدد الأوعية الدموية عن طريق استبدال الجزء الموسع من الشريان الأورطي. نظرًا لأن الصمام الأبهري حساس للغاية في شكله ووظيفته لأي تغييرات في الأبهر قد تكون قاتلة، فستضطر العملية في معظم الحالات إلى معالجة الصمام أيضًا، أي تطبيق مبادئ إصلاح الصمام الأبهري. ينطبق هذا المبدأ على الصمامات ثلاثية الرؤوس وكذلك الصمامات الأبهري ثنائية الشرف أو الأحادية الأعمدة.
مفهوم الإصلاح
الهدف من العملية هو التخلص من تمدد الأوعية الدموية وفقًا لمداها الفردي والحفاظ على أو إصلاح الصمام الأبهري. قد يتعين أن تتضمن العملية استبدال الجذر الأبهري. عادةً ما لا يكون استبدال الجذر ضروريًا إذا كان قطره أقل من 40 إلى 45 ملم. في هذه الحالات يكون استبدال الأبهر الصاعد (ما يسمى الشريان الأبهر الأنبوبي) كافياً. إذا تجاوز قطر الجذر 45 مم، فيجب استبداله في العديد من الحالات. هناك أساسًا تقنيتان للعمليات الجراحية المستخدمة حاليًا، والتي سميت كثيرًا باسم مخترعيها. كلاهما يؤدي إلى نتائج مماثلة. مع كلتا التقنيتين، يجب تقييم الصمام الأبهري بعناية بعد استبدال الجذر؛ إصلاح أي شذوذ في الصمام الأبهري ضروري من أجل تحقيق وظيفة صمام جيدة ودائمة.
تفاصيل العملية الجراحية
هناك خياران: استبدال أنبوبي للصاعدي الأبهري أو استبدال الجذر الأبهري.
أنبوب للصاعد واستبدال الأبهر
يتم تقسيم الشريان الأورطي فوق الصمام الأبهري والجذر. ثم يتم خياطة في منطقة الالتفاف على الأوعية الدموية إلى الجذر الأبهري. ربما يتم تغيير شكل الصمام الأبهري بواسطة هذه المناورة، وبالتالي يجب فحصه بعناية. غالبًا ما يكون امتداد الأعتاب واضحًا في هذه المرحلة، وسيتعين تصحيح ذلك عن طريق الخيوط الجراحية (انظر 3.3.1، 3.3.2).
استبدال الجذر الأبهري
بعد إجراء شلل القلب المؤقت، تتم إزالة الشريان الأورطي الموسع بالقرب من خط إدخاله في أعتاب وشرفات الصمام الأبهري. يجب فصل جذور الشرايين التاجية عن الشريان الأورطي. من أجل الإجراء وفقًا لقول البروفيسور في جراحة القلب أ.د.مجدي يعقوب، يتم تصميم الوصلات الشريانية لإنشاء 3 ألسنة تحل محل جدار الشريان الأورطي للالأوعية الدموية في الجذر. ثم يتم خياطة الوصلات الشريانية إلى خطوط الإدراج في شرفات الصمام. يجمع بعض الجراحين هذا الإجراء. بالنسبة للعملية طبقًا لـ الدكتور ثرون ديفيد الصمام الاورطي يبقى سلس وسهل الحركة في نطاق الأنسجة المحيطة به. ثم يتم وضع وصلة من الأوعية الدموية حول الصمام، ويتم تثبيت الصمام بالخيوط بعد تثبيت الوصلة الشريانية.
مع كلتا التقنيتين، يجب تقييم شكل الصمام الأبهري بعناية بعد استبدال الجذر بالكامل. في معظم الحالات، يمكن العثور على بعض امتدادات في الشرفات والتي من شأنها أن تؤدي إلى تداعيات في عمل الصمام مستقبلاً إذا تركت دون تصحيح. وبالتالي، سيكون إجراء إصلاح الصمام الأبهري ضروريًا وفقًا لمبادئ إصلاح الصمام الأبهري ثلاثي الشرف أو ثنائي الصمام.

## علاج ما بعد الجراحة

### مضادات تخثر الدم
على عكس استبدال الصمام مع تثبيط الصمام الاصطناعي لنظام تخثر الدم (منع تخثر الدم) ليس من الضروري بعد إصلاح الصمام الأبهري. قد يكون منع تخثر الدم ضروريًا فقط في حالة حدوث الرجفان الأذيني أو استمراره من أجل منع تكون جلطة الدم في الأذين الأيسر.

#### الوقاية منالتهاب الشغاف
يوصى بالإدارة الوقائية للمضادات الحيوية بعد استبدال الصمام الأبهري للتدخلات التي تشمل الفم والحنجرة (مثل جراحة الأسنان). من غير الواضح ما إذا كان هذا ضروريًا أيضًا بعد إصلاح الصمام الأبهري.

## تاريخياً
أجريت المحاولات الأولى لإصلاح الصمام الأبهري حتى قبل تطوير الصمامات الصناعية لصمام القلب. في عام 1912 قام الجراح الفرنسي ثيودور تفير بتوسيع صمام أبهر تضييقي. تحدث زملاء دوايت هاركين في عام 1958 عن تجربتهم في إصلاح الصمام الأبهري من أجل قلس الأبهر من خلال تضييق حلقة الصمام الأبهري. في تلك الأوقات، كان لدى كل من الجراحين وأطباء القلب معلومات قليلة عن الطبيعة الدقيقة لشدة الخلل في الصمام الأورطي وشدته. تغير هذا مع تطور تخطيط صدى القلب بواسطة إنج إدلر وكارل هيلموث هيرتز في أوائل الخمسينيات. ومع ذلك، فإن تطوير صمامات الصناعية للقلب جعل استبدال الطريقة القياسية بسبب تطابق شكلها مع الاصلية. تم زرع أول صمام على شكل الجرس في عام 1961 من قبل الجراحين الأمريكيين ألبرت ستار ولويل إدواردز، في العقود التالية تم تطوير واستخدام العديد من الصمامات الاصطناعية والبيولوجية. حفزت النتائج الإيجابية بإصلاح الصمام التاجي الجراحين في الثمانينيات والتسعينيات من القرن الماضي على تطوير تقنيات جراحية يمكن تطبيقها لأسباب مختلفة من قلس الأبهر. تم إدخال تحسينات تدريجية في السنوات اللاحقة؛ اليوم يمكن علاج العديد من الصمامات الأبهري المترددة عن طريق الإصلاح.